# Schliern

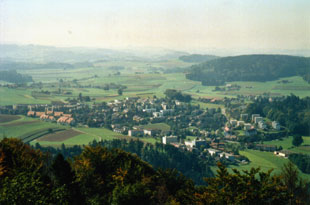
Schliern, Aufnahme vom Gurten, 2001

Schliern ist eine Ortschaft der Gemeinde Köniz im Schweizer Kanton Bern und hat 4524 Einwohner.

## Geographie
Das Dorf liegt südwestlich von Bern und oberhalb Köniz’ auf 650 m ü. M. Schliern ist durch die Verkehrsbetriebe der Stadt Bern (Bernmobil) an die Berner Innenstadt und die anderen Vororte Berns angeschlossen. Schliern hat trotz der Nähe zu Bern (6 km) kein hohes Verkehrsaufkommen.

## Wirtschaft
Schliern beherbergt Vereine und kleinere Unternehmen. Ebenso sind im Ort ein Restaurant, eine Einkaufsmöglichkeit, ein Coiffeur, Ärzte und eine Bäckerei angesiedelt.
Im Rahmen der Siedlungserweiterung in Schliern wurde in den 1980er Jahren auch eine Zentrumsüberbauung mit eigener Postfiliale, diversen Geschäften und einem Dorfplatz vorgesehen. 1982 wurde das Postbüro im Einkaufszentrum Schliern eröffnet.